# Sanssouci
Pałac Sanssouci (niem. Schloss Sanssouci; z fr. sans souci = beztroski) – rokokowy pałac Hohenzollernów we wschodniej części parku Sanssouci w Poczdamie (Brandenburgia, Niemcy).
Wzniesiony w latach 1745–1747 jako rezydencja letnia na zlecenie króla Prus Fryderyka II Wielkiego przez Georga Wenzeslausa von Knobelsdorffa według szkiców fundatora. Przebudowany i rozbudowany w latach 1840–1842 przez Ludwiga Persiusa (projekty) i Ferdinanda von Arnima (kierownictwo budowy) na życzenie Fryderyka Wilhelma IV.
Pałac Sanssouci należy do grupy pałaców i zespołów parkowych w Poczdamie i Berlinie wpisanych w 1990 na listę światowego dziedzictwa UNESCO. Obecnie (2008) o pielęgnację i restaurację pałacu troszczy się Fundacja Pruskie Pałace i Ogrody Berlin-Brandenburg (niem. Stiftung Preußische Schlösser und Gärten Berlin-Brandenburg).

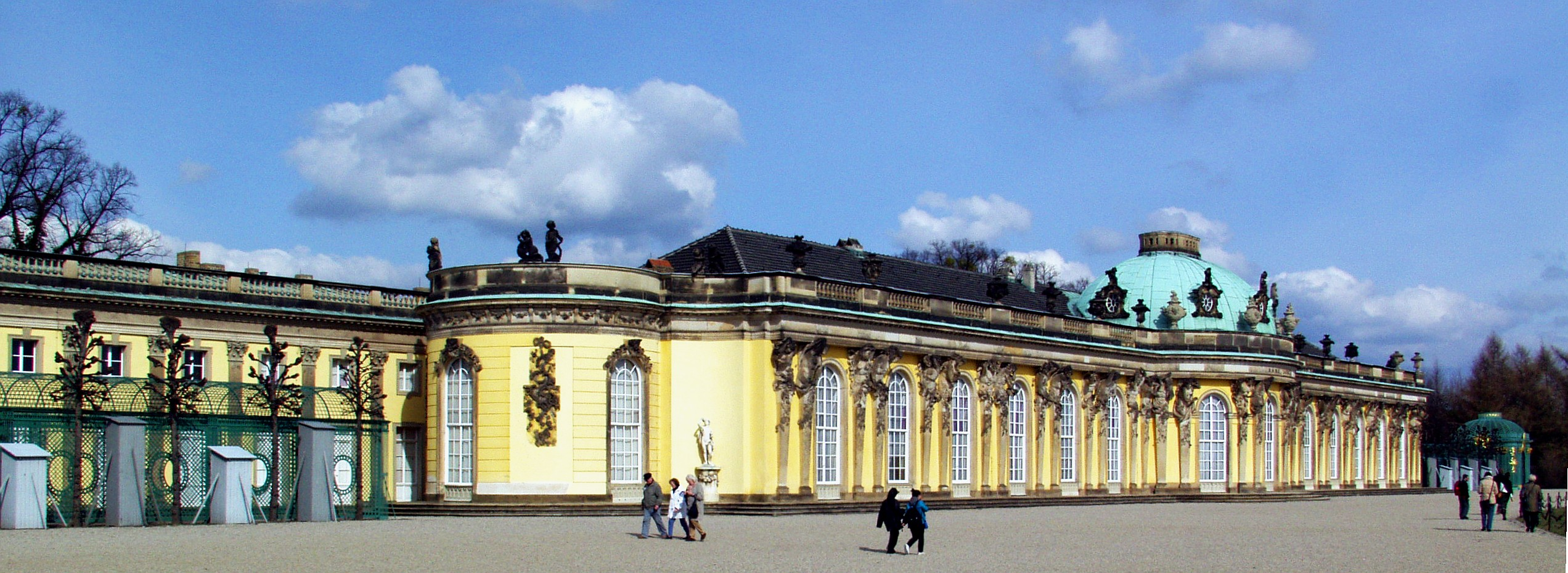
Pałac Sanssouci, fasada południowa

## Historia

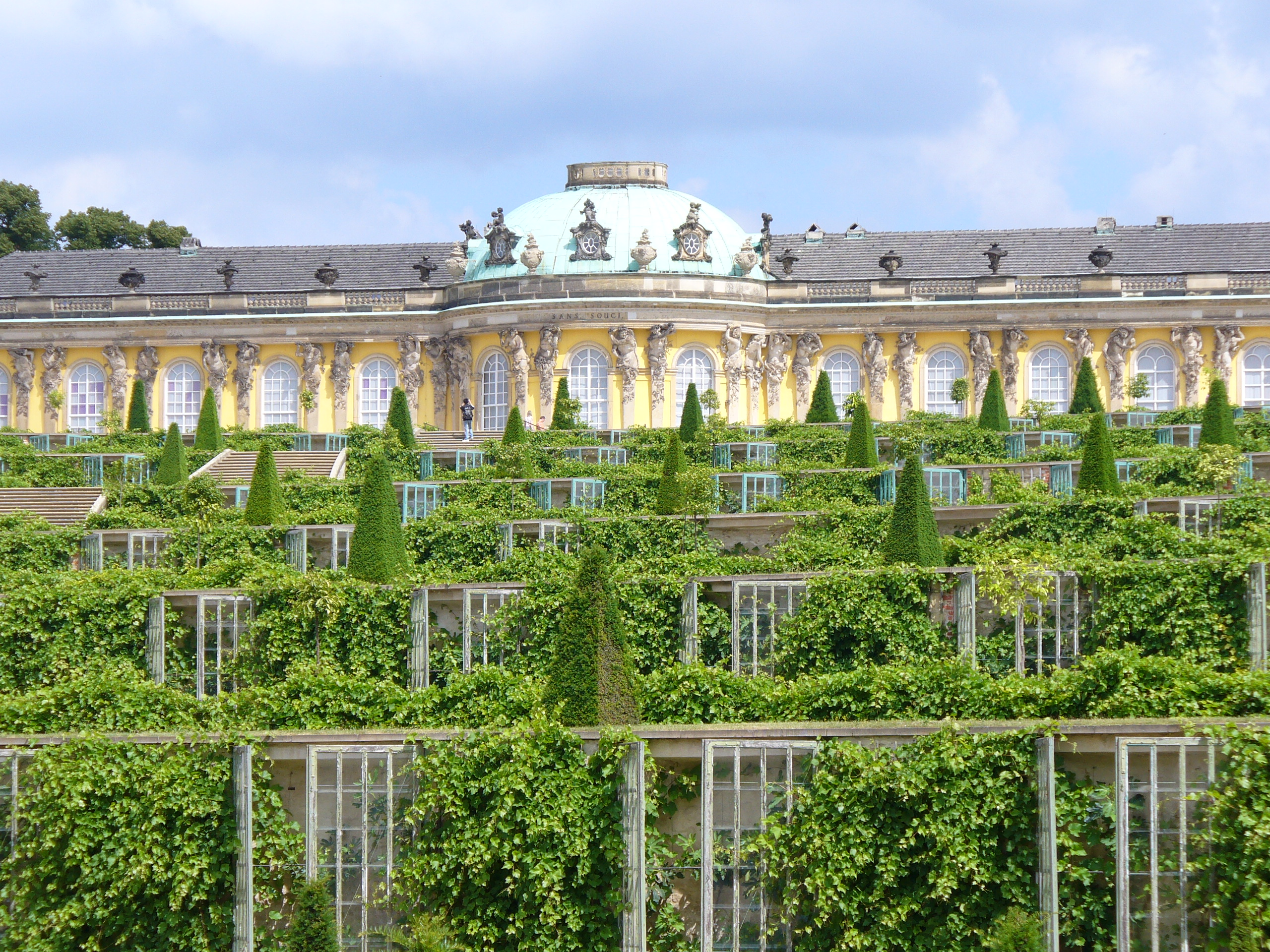
Pałac Sanssouci, ogrody tarasowe

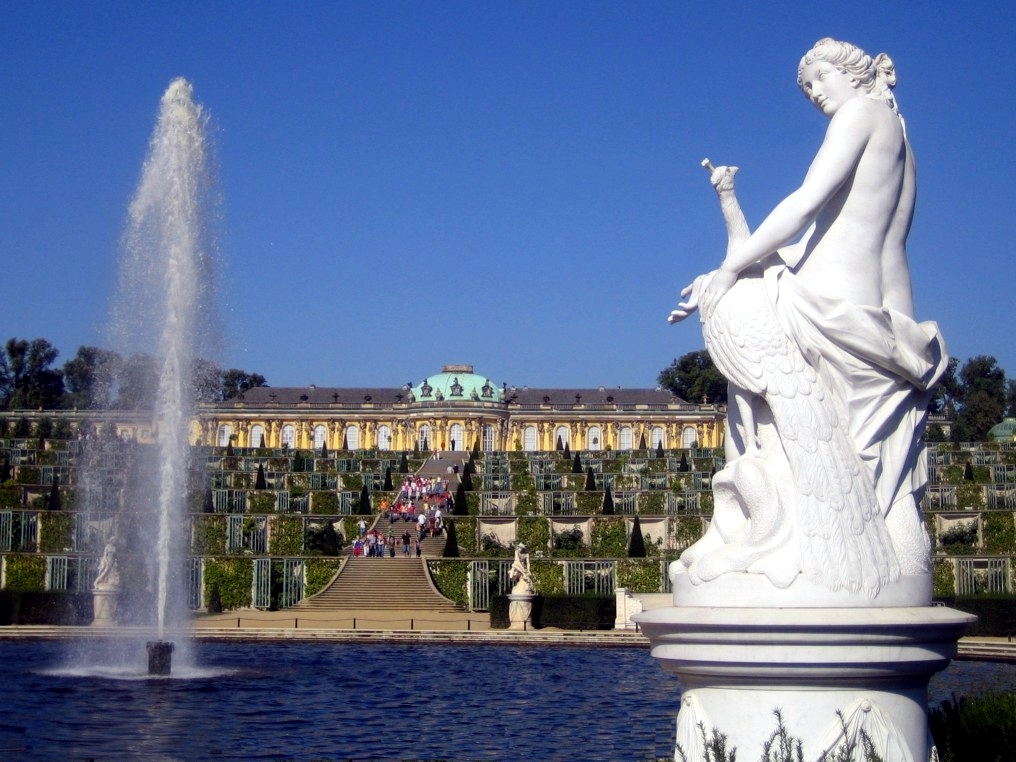
Pałac Sanssouci, wielka fontanna

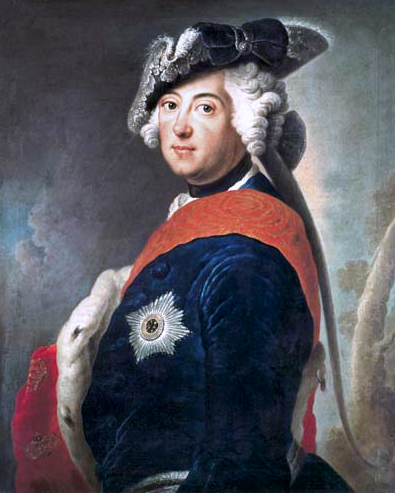
Fryderyk II Wielki

### Ogrody tarasowe
Zaczątkiem posiadłości Sanssouci były ogrody tarasowe na południowych stokach wzniesienia Bornstedt, założone w 1744 przez Fryderyka II Wielkiego. Na początku XVIII w. wzniesienie porastały dęby, które ścięto za panowania Fryderyka Wilhelma I, by dostarczyć drewna do umocnienia terenów bagiennych przeznaczonych pod rozbudowę Poczdamu. Teren po wycince nazywany Wüsten Berg (pol. łysa góra) został zagospodarowany pod ogrody w stylu francuskim.
Stok podzielono na sześć szerokich tarasów, by jak najlepiej wykorzystać dobre nasłonecznienie. Po murach wzmacniających tarasy pięły się winorośle sprowadzone z Portugalii, Włoch, Francji, a także z pobliskiego Ruppin. W 168 oszklonych niszach rosły figowce. Z przodu każdy taras ograniczony był pasem trawnika i żywopłotem z drzew owocowych. Trawniki zdobiły równo przycięte drzewa z rodziny cisowatych. Na szczyt wzniesienia prowadziło 120 centralnie zlokalizowanych schodów (obecnie 132), dzielących stok na dwie części.
U stóp tarasów założono w 1745 barokowy ogród dekoracyjny, pośrodku którego zbudowano wielką fontannę (niem. Grosse Fontäne) (1748). W 1750 wokół fontanny rozstawiono marmurowe rzeźby rzymskich bogów – Wenus, Merkurego, Apolla, Diany, Junony, Jowisza, Marsa i Minerwy oraz alegoryczne przedstawienia czterech elementów – powietrza, ognia, wody i ziemi. Rzeźby Wenus i Merkurego wyszły spod dłuta Jeana-Baptisty Pigalle (1714–1785). Przedstawienia powietrza i wody były prezentami króla Francji Ludwika XV. Pozostałe figury pochodziły z warsztatu François Gasparda Adama, kierownika francuskiej pracowni rzeźbiarskiej założonej przez Fryderyka w Berlinie. Prace nad kolistym klombem z “wielką fontanną”, tzw. “französiches Rondell” (pol. francuski klomb kolisty) trwały aż do 1764 r.
Niedaleko francuskiego klombu znajdował się również ogród kuchenny, założony w 1715 przez Fryderyka Wilhelma I. Fryderyk Wilhelm I mawiał o nim mein Marly (pol. mój Marly), nawiązując do wyszukanego ogrodu przy pałacu króla Ludwika XIV w Marly-le-Roi.

### Budowa pałacu

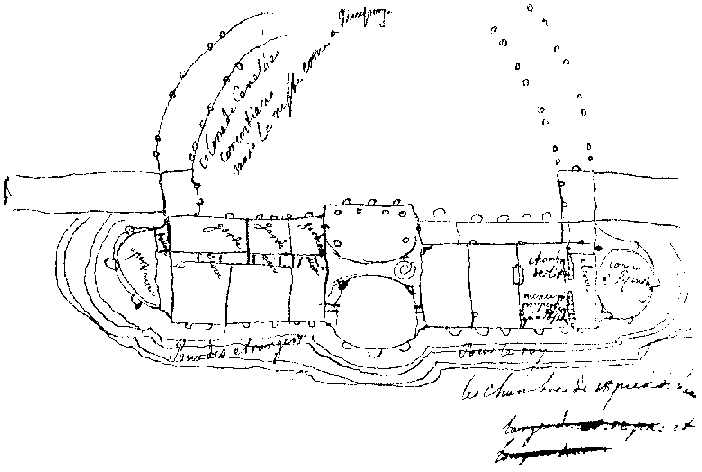
Pałac Sanssouci, szkic Fryderyka II Wielkiego. Pojedyncza amfilada dziesięciu głównych sal po stronie południowej. Po stronie północnej dwie kolumnady tworzące cour d'honneur

Pierwsze szkice pałacu zostały wykonane przez Fryderyka II Wielkiego, który zlecił dalsze prace architektoniczne i budowlane Georgowi Wenzeslausowi von Knobelsdorffowi. Projekt monarchy przewidywał budowę parterowego pałacu. Von Knobelsdorff zaproponował korektę planów królewskich poprzez podwyższenie budowli, jej podpiwniczenie oraz przesunięcie bliżej najwyższego tarasu, tak by pałac był bardziej wyeksponowany i lepiej widoczny z dołu wzniesienia. Fryderyk odrzucił te propozycje, preferując intymną siedzibę bez większych aspiracji reprezentacyjnych, o której mawiał: 

moja mała winnica

 Pałac miał być jedynie letnią rezydencją, maison de plaisance, na prywatny użytek króla i jego gości od końca kwietnia do początku października. Fryderyk planował tu pobyty sans souci (pol. bez zmartwień), poświęcając się swoim zainteresowaniom i realizacji pasji artystycznych. Jednak dwadzieścia lat później w zachodniej części parku Sanssouci Fryderyk wybudował dużo większy pałac reprezentacyjny – Nowy Pałac, którego rozmiary oraz barokowy wygląd dawały świadectwo potęgi Prus po latach trudów i wyrzeczeń związanych z prowadzeniem wojny siedmioletniej (1756–1763). Barokowa rezydencja nie cieszyła się jednak sympatią Fryderyka II Wielkiego, który mawiał o niej fanfaronada. Rzadko przebywał w Nowym Pałacu, preferując pałac Sanssouci.
Różnice pomiędzy królem a von Knobelsdorffem doprowadziły do odsunięcia architekta od prac nad pałacem w kwietniu 1746 (oficjalnie rezygnacja nastąpiła z powodów zdrowotnych). Pod koniec marca 1747 stwierdzono ogromne nieprawidłowości w księgach rachunkowych przedsięwzięcia, prowadzonych przez Johanna Georga Finka, który przez wiele lat prowadził budowy pod kierownictwem von Knobelsdorffa. 1 maja 1747 odbyło się poświęcenie budowli, chociaż jeszcze nie wszystkie sale były wykończone.
W pałacu rezydował król wraz z zaproszonymi gośćmi, m.in. mieszkać miał tu Voltaire. Istnieje również hipoteza, iż to właśnie w pałacu Sanssouci biskup Ignacy Krasicki napisał słynną Monachomachię (Wojnę mnichów), o czym informuje wydawca zbiorowej edycji Dzieł Krasickiego Franciszek Ksawery Dmochowski.
Żona Fryderyka, Elżbieta Krystyna Braunschweig-Bevern, z którą był w separacji od momentu wstąpienia na tron w 1740, mieszkała w pałacu Schönhausen w Berlinie. Fryderyk wolał, by pałac Sanssouci pozostawał jednocześnie pałacem sans femmes (pol. bez kobiet).
W XVIII w. doszło do rozdzielenia państwowych obowiązków królewskich od prywatnego życia monarchy. Fryderyk Wielki spełniał obowiązki reprezentacyjne w miejskim pałacu w Poczdamie (niem. Potsdamer Stadtschloss), wybudowanym w latach 1662–1669 przez Wielkiego Elektora Fryderyka Wilhelma I. W poczdamskim Pałacu Miejskim Fryderyk spędzał zimę. W pałacu Sanssouci mieszkał w miesiącach letnich (wyjątkiem były okresy wojen) poświęcając się sztuce i filozofii. Poczdam stał się główną siedzibą królewską, a Berlin i pałac Charlottenburg z wybudowanym przez Fryderyka nowym skrzydłem wschodnim (niem. Neue Flügel) zeszły na drugi plan.

Fryderyk prowadził skromne życie. Zamiast balów, maskarad i polowań, dominowały w Sanssouci dyskusje filozoficzne, przechadzki, lektury i koncerty. Jego skromność przerodziła się z czasem w skąpstwo, które objawiało się na przykład niechęcią do wszelakich prac remontowych. Fryderyk miał powiedzieć: 

Nie chcę budować jak Rzymianie, wystarczy, że to [co buduję] przetrwa do końca mojego życia.

### Grób Fryderyka Wielkiego

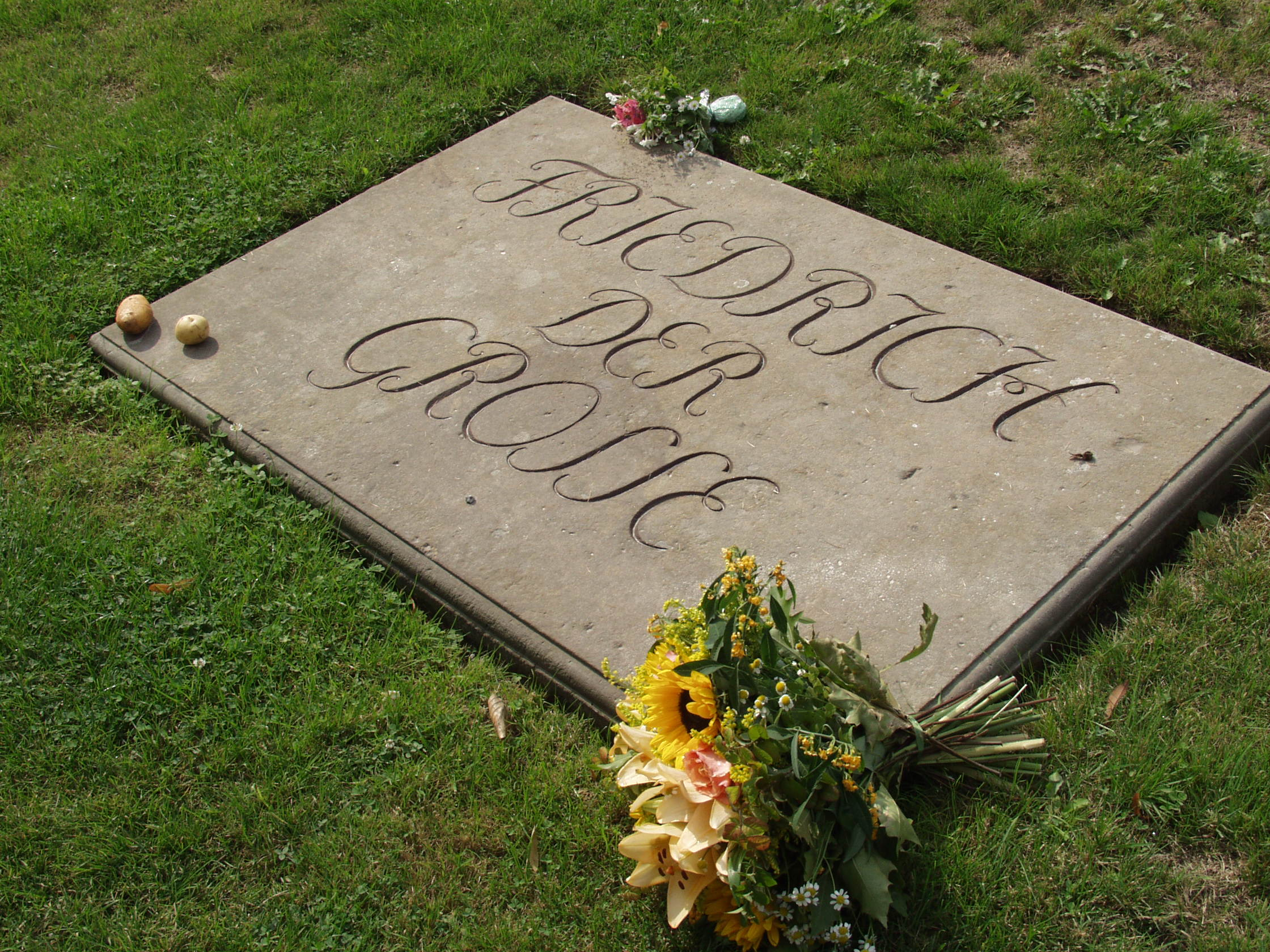
Grób Fryderyka II Wielkiego

Fryderyk zmarł w pałacu Sanssouci 17 sierpnia 1786. Życzył sobie być pochowanym skromnie obok pałacu, w krypcie na najwyższym tarasie, gdzie znajdowały się groby jego psów. W okresie 46 lat swoich rządów Fryderyk często zajmował się tematem śmierci. Oprócz swojego testamentu politycznego z 1752, sporządzał prawie przed każdą bitwą nową wersję ostatniej woli, regulując wszystkie detale spraw rodzinnych i finansowych. Podobnie często powtarzał instrukcje dotyczące jego pochówku. W testamencie z grudnia 1757 pisał: 

Poza tym, jeśli chodzi o moją osobę, chcę być pochowany w Sanssouci, bez przepychu, bez pompy, nocą. Nie wolno mnie otwierać, lecz bez ceregieli tam zanieść i pochować nocą.

 Natomiast w późniejszym dokumencie ze stycznia 1769 pisał: 

Żyłem jak filozof i jak filozof chcę być pochowany, bez przepychu, bez uroczystej pompy. Nie chcę być ani otwierany, ani balsamowany. Pochowa się mnie w Sanssouci na wysokości tarasów w krypcie, którą sobie przygotowałem…Gdybym umarł na wojnie lub w czasie podróży, pochować mnie należy w pierwszym lepszym miejscu, a w zimie przenieść do Sanssouci.

Wbrew życzeniom króla, jego bratanek i następca Fryderyk Wilhelm II zorganizował uroczysty pogrzeb monarchy w kościele garnizonowym w Poczdamie, chowając Fryderyka obok ojca Fryderyka Wilhelma I. Trumny jego i jego ojca zabrano tuż przed upadkiem III Rzeszy, aby nie wpadły w ręce Armii Czerwonej. W marcu 1943 przeniesiono je do bunkra w Poczdamie-Eiche, a w marcu 1945 do kopalni soli Bernterode w Eichsfeld (Turyngia), skąd żołnierze amerykańscy wywieźli je do kościoła św. Elżbiety w Marburgu (Hesja). W sierpniu 1952 trumny królów Prus przeniesiono do zamku Hohenzollern koło Hechingen w Szwabii (Badenia-Wirtembergia). Po upadku NRD i zjednoczeniu Niemiec, ciało Fryderyka, zgodnie z jego wolą, spoczęło w Sanssouci. 17 sierpnia 1991, w 205 rocznicę śmierci, szczątki Fryderyka przywieziono pod eskortą Bundeswehry do Poczdamu i nocą złożono do krypty, którą Fryderyk przygotował w 1744: 

Kiedy tu będę, będę już bez zmartwień.

### Sanssouci po śmierci Fryderyka Wielkiego
Po śmierci Fryderyka II Wielkiego rozpoczęła się w Prusach nowa epoka, widoczna również w architekturze. Fryderyk ignorował faworyzowany w Europie styl klasycystyczny, który rozwijał się pomiędzy 1770 a 1830. Ze wstąpieniem na tron następcy Fryderyka, Fryderyka Wilhelma II, klasycyzm zagościł w Berlinie i Poczdamie. Nowy król wzniósł w Nowym Ogrodzie Pałac Marmurowy, a w pałacu w Sanssouci mieszkał tymczasowo do 1790. Jeszcze w 1786 wymieniono w pałacu meble i odnowiono sypialnię oraz pokój pracy.
Przebudowę powierzono Friedrichowi Wilhelmowi von Erdmannsdorffowi, który prawie w tym samym czasie kiedy Fryderyk II Wielki wznosił barokowy Nowy Pałac (1763-1769), zaczął budować pałac Wörlitz (1769–1773) w parku Wörlitz (części ogrodów Dessau-Wörlitz wpisanych w 2000 na listę światowego dziedzictwa UNESCO) – pierwszy w stylu klasycystycznym na terenie Niemiec. Von Erdmannsdorff zaprojektował dla poczdamskich i berlińskich pałaców wnętrza w stylu klasycystycznym.
Panujący od 1797 Fryderyk Wilhelm III Pruski przebywał w pałacu Sanssouci sporadycznie. Król wraz z rodziną preferował jako letnią rezydencję pałac Paretz czy pałac na Pawiej Wyspie.

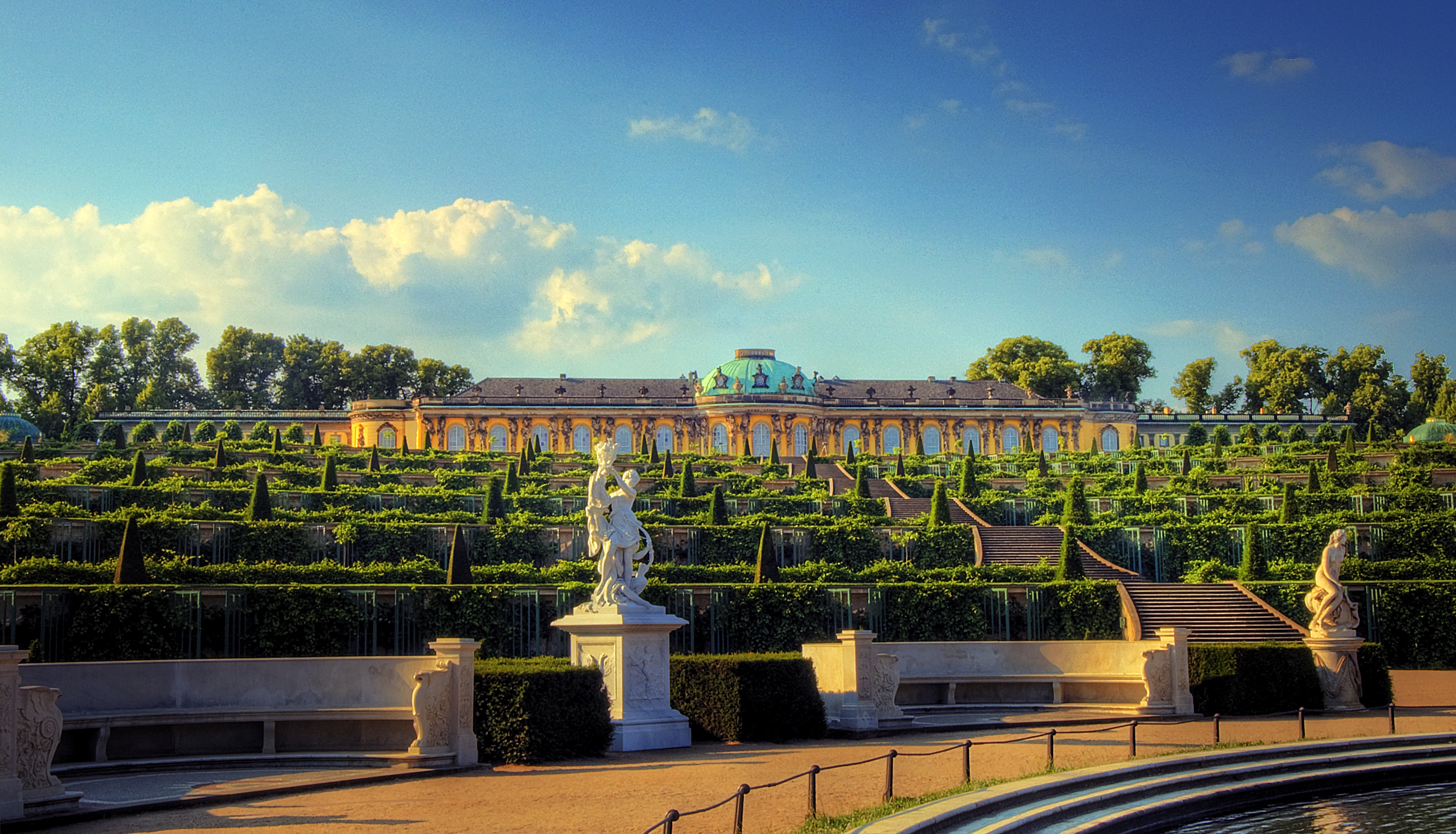
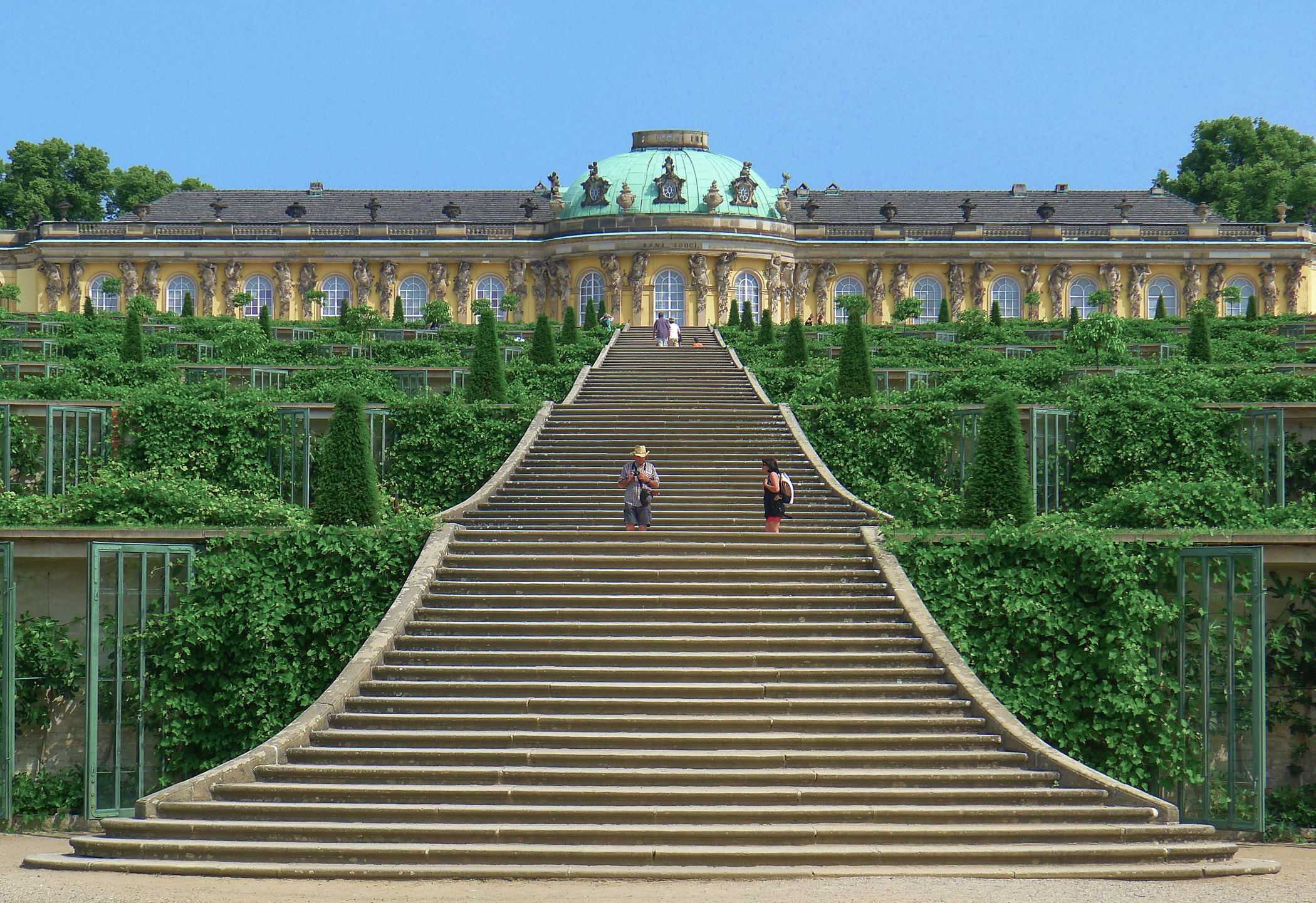
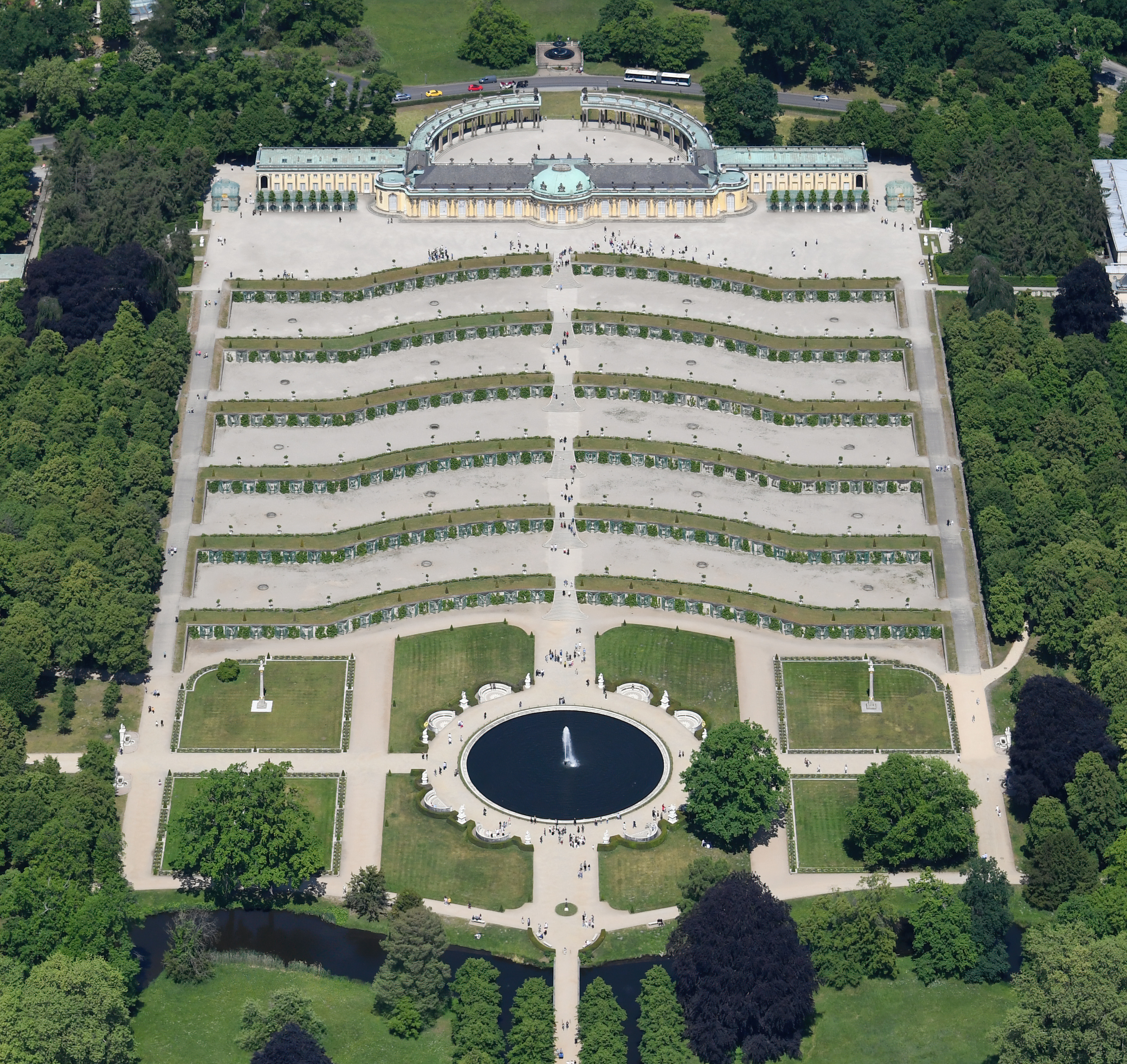

### Sanssouci w czasach Fryderyka Wilhelma IV

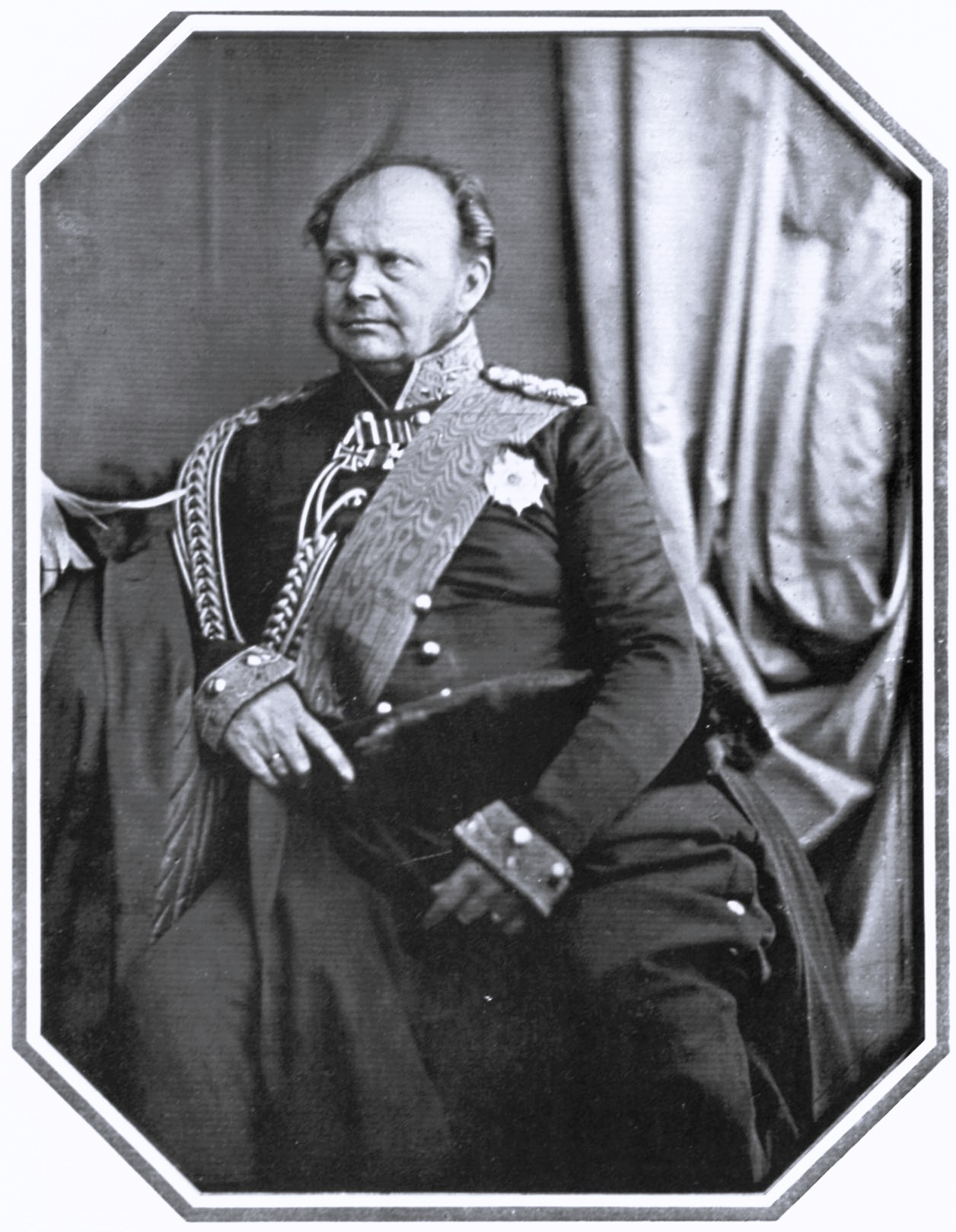
Fryderyk Wilhelm IV

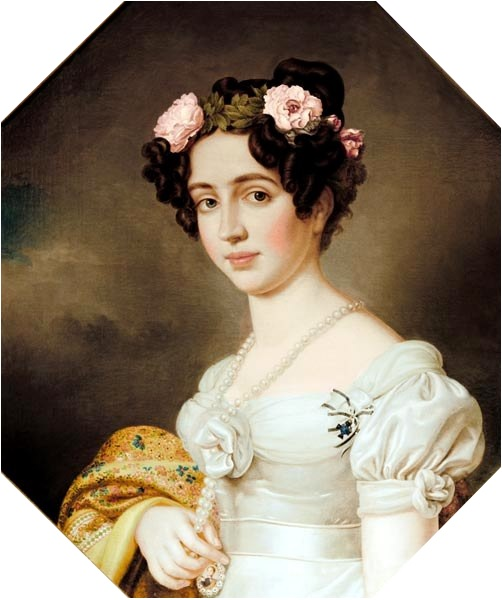
Elżbieta Ludwika Wittelsbach

Prawie sto lat po wybudowaniu pałacu Sanssouci rządy w Prusach objął Fryderyk Wilhelm IV, najstarszy syn Fryderyka Wilhelma III i Luizy Pruskiej, o którym mówiono “romantyk na tronie”. Król był zafascynowany osobą Fryderyka II Wielkiego i okresem jego rządów. Podobnie jak Fryderyk posiadał rozliczne zainteresowania i aspiracje artystyczne. Jeszcze jako książę zdradzał wielkie zainteresowanie kompleksem Sanssouci – w 1832 poprosił o pozwolenie zamieszkania w pałacu, chociaż dla niego i jego małżonki Elżbiety Ludwiki Wittelsbach wybudowano pałac Charlottenhof, który graniczył z parkiem fryderycjańskim. W 1840 para królewska wprowadziła się do pokoi gościnnych w pałacu Sanssouci. Zachowano oryginalne umeblowanie, a brakujące elementy uzupełniono w stylu fryderycjańskim. Przerobiony za czasów Fryderyka Wilhelma III pokój śmierci Fryderyka II Wielkiego miał zostać przywrócony do swojego oryginalnego stanu. Jednak z powodu braku dokumentów opisujących historyczny wygląd pomieszczenia, planów tych nie zrealizowano. Jedynie fotel, w którym Fryderyk zmarł, powrócił na swoje dawne miejsce.
Pałac wymagał renowacji i przebudowy. Projekty architektoniczne zostały powierzone Ludwigowi Persiusowi a prace budowlane Ferdinandowi von Arnimowi. Wnętrzom w zachodniej części pałacu przywrócono wystrój (neo)rokokowy. Neorokoko zyskiwało na popularności od połowy lat 20. XIX w. Powrót do rokoko w Sanssouci nie był dla Fryderyka Wilhelma IV jedynie kwestią mody, lecz przede wszystkim trybut dla artystycznych wartości Fryderyka II Wielkiego. Przy innych swoich przedsięwzięciach budowlanych, Fryderyk Wilhelm IV preferował formy antyczne (np. łaźnie rzymskie w Poczdamie), neorenesansowe (np. Nowa Oranżeria w Sanssouci czy belweder na wzgórzu Pfingstberg) czy klasycystyczne (np. pałac Charlottenhof).

Fryderyk Wilhelm IV zmarł w pałacu Sanssouci 2 stycznia 1861 i został pochowany w krypcie w wybudowanym wcześniej przez siebie kościele Pokoju w parku Sanssouci (1845–1848). Ostatnim lokatorem pałacu była wdowa Elżbieta Ludwika Wittelsbach, która pomieszkiwała w Sanssouci w miesiącach letnich przez następne trzynaście lat. W lutym 1861 Elżbieta Ludwika pisała do swojego bratanka Ottona, króla Grecji: 

Żyję ciągle do przodu, w tym miejscu, które on tak kochał, które stale upiększał, i gdzie spędził ostatnie chwile swojego życia…tysiące bolesnych wspomnień tych szczęśliwych czasów i tych związanych z jego ostatnimi cierpieniami złamały mi serce. Trwam pomimo to. Ucieczka od tego bólu, nic nie pomoże, on będzie mi towarzyszyć, a tęsknota przywiodłaby mnie tu z powrotem…

 Elżbieta Ludwika zmarła 14 grudnia 1873 i została pochowana obok swojego męża w kościele Pokoju w parku Sanssouci.

### Od końca XIX w.
Po śmierci Elżbiety Ludwiki pałac Sanssouci został zamieniony w muzeum, co uczyniło go jednym z najstarszym muzeów wnętrz pałacowych na terenie Niemiec. Po zakończeniu I wojny światowej i abdykacji Wilhelma II w 1918, majątek Hohenzollernów został skonfiskowany przez rząd. Po uchwaleniu ustawy O ułożeniu stosunków majątkowych pomiędzy państwem pruskim a członkami dawniej panującego pruskiego domu królewskiego 26 października 1926, pałac Sanssouci przeszedł w posiadanie państwa pruskiego, a następnie pod opiekę utworzonego w 1927 Zarządu Państwowych Pałaców i Ogrodów (niem. Verwaltung der Staatlichen Schlösser und Gärten), obecnej Fundacji Pruskie Pałace i Ogrody Berlin-Brandenburg (niem. Stiftung Preußische Schlösser und Gärten Berlin-Brandenburg). Posiadłość została otwarta dla publiczności.
W okresie II wojny światowej, w obliczu alianckich ataków lotniczych na Berlin, w 1942 wiele drogocennych eksponatów zostało wywiezionych z poczdamskich i berlińskich pałaców do Rheinsberga (Brandenburgia) i kopalni soli Bernterode w Eichsfeld (Turyngia). Pomimo silnych ostrzałów artyleryjskich w kwietniu 1945 pałac nie został zniszczony, choć sąsiednie budowle, m.in. historyczny wiatrak czy belweder na wzgórzu Klausberg zostały zburzone.
Po wojnie większość eksponatów wywiezionych do Rheinsberga została skonfiskowana przez Armię Czerwoną i wywieziona do ZSRR. W 1958 jedynie część zrabowanych dzieł sztuki powróciła do Niemiec. Eksponaty znalezione przez wojska amerykańskie w Bernterode zostały przewiezione do Wiesbaden do Centralnego Punktu Zbioru Dzieł Sztuki (ang. Central Art Collecting Point), a w 1957 do pałacu w Charlottenburgu w Berlinie Zachodnim. Po upadku NRD i zjednoczeniu Niemiec w 1990, do Sanssouci przeniesiono z powrotem z Charlottenburga: bibliotekę Fryderyka II Wielkiego (1992) oraz trzydzieści sześć obrazów olejnych (1993 i 1995).
Opielęgnację i restaurację pałacu troszczy się założona 1 stycznia 1995 Fundacja Pruskie Pałace i Ogrody Berlin-Brandenburg (niem. Stiftung Preußische Schlösser und Gärten Berlin-Brandenburg).

## Architektura

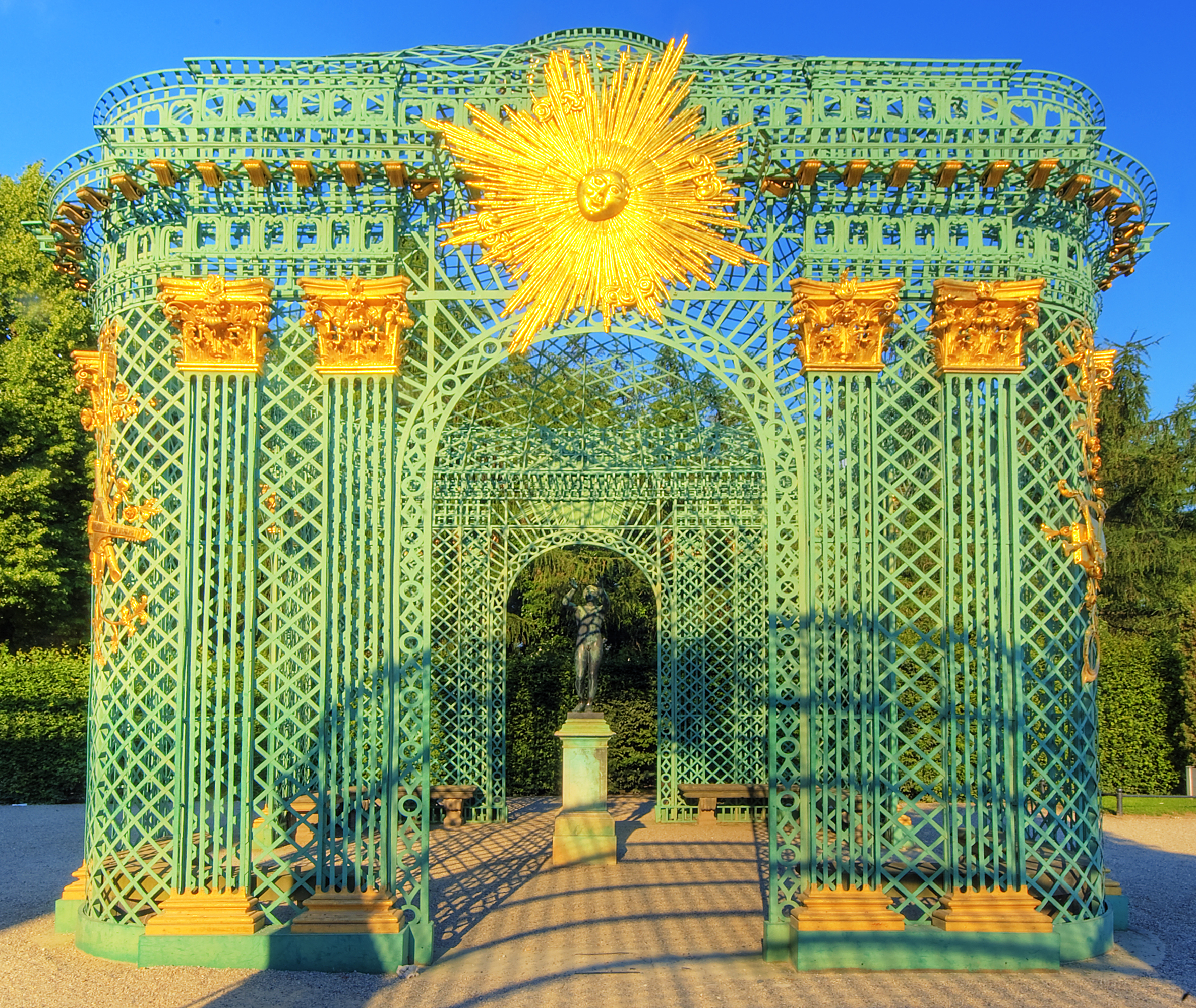
Pawilon kratowy (niem. Gitterpavillon)

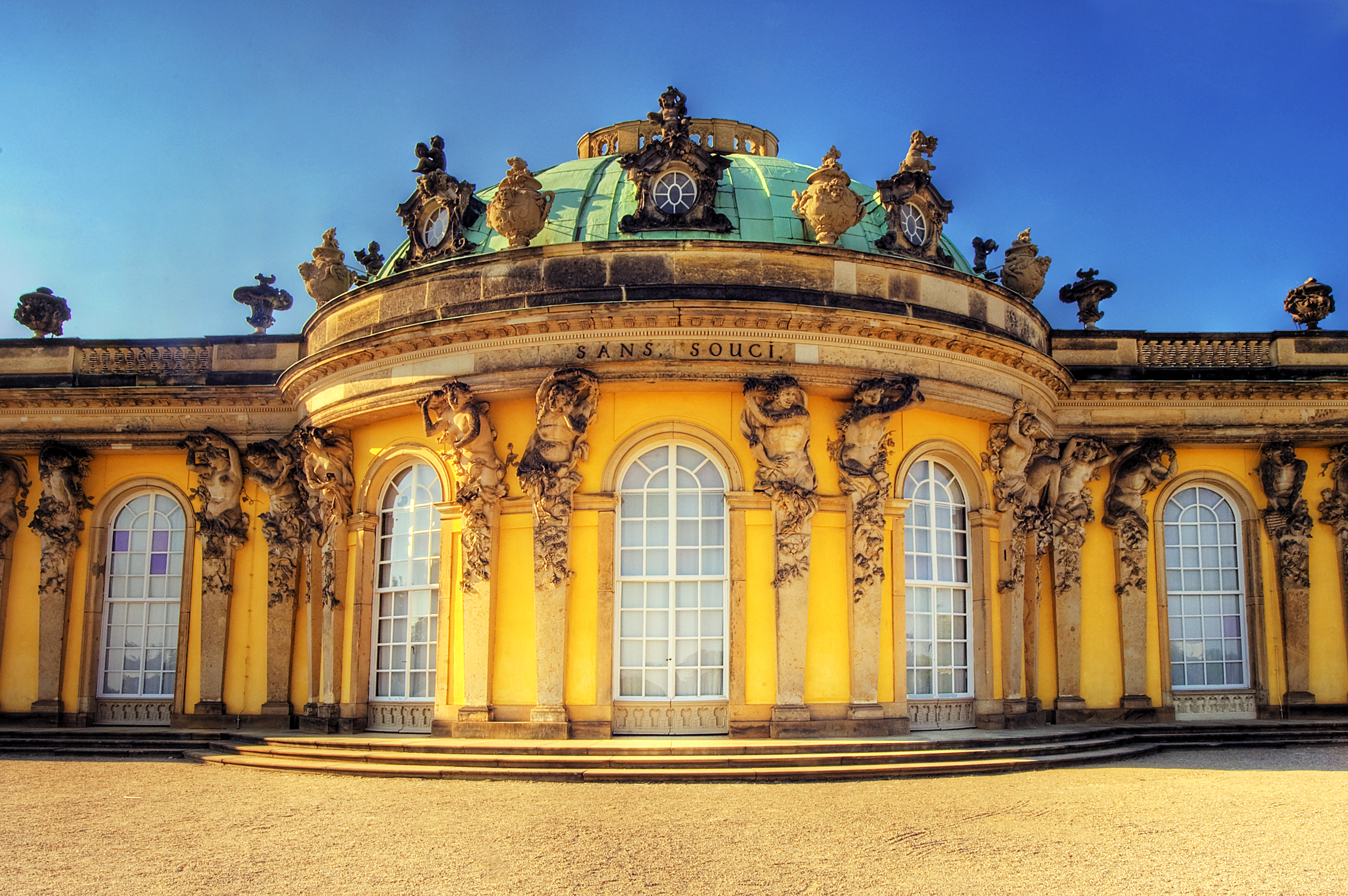
Korpus środkowy

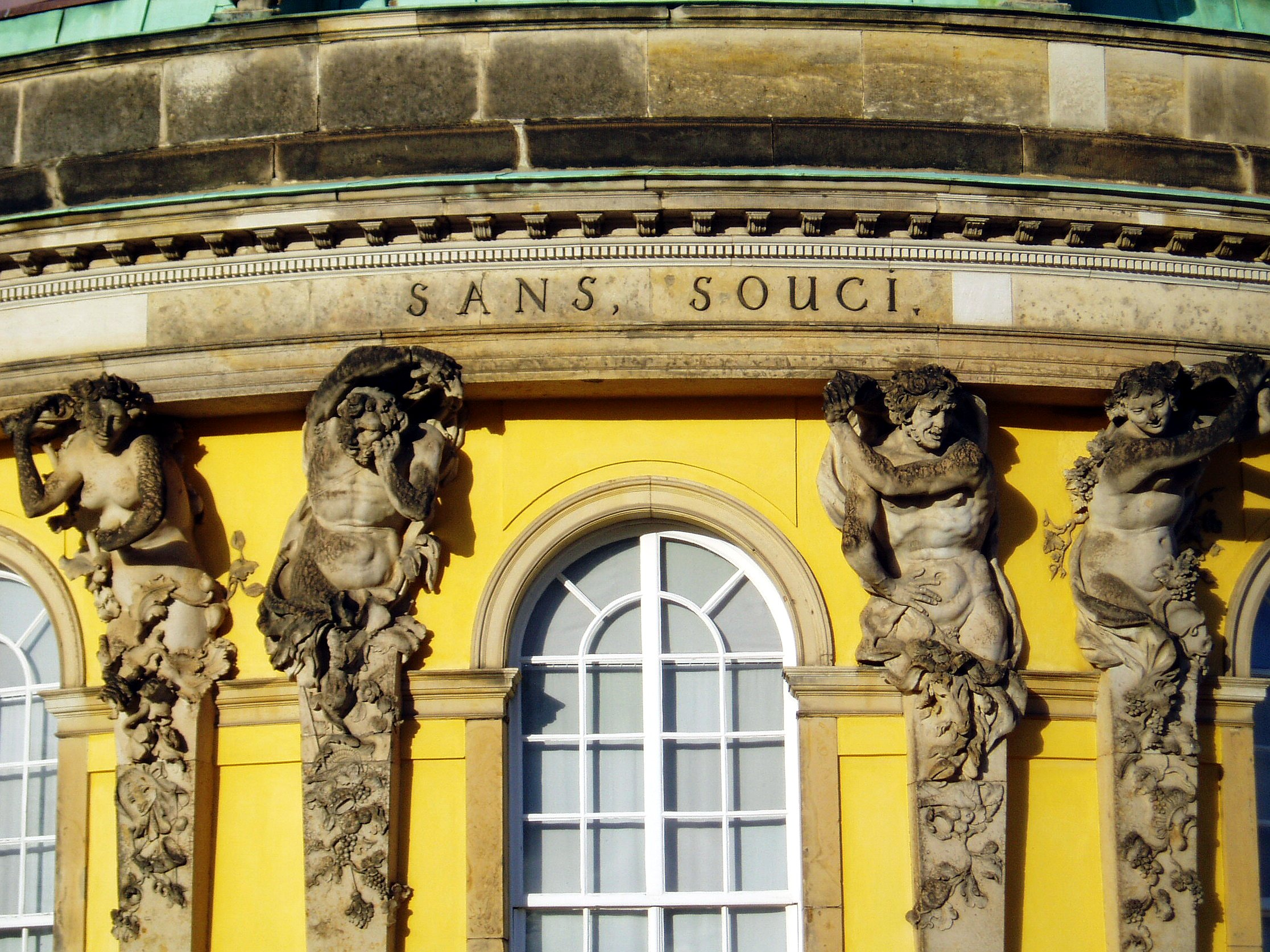
Elewacja ogrodowa: brązowy napis Sans. Souci oraz figury bachantów i bachantek

Skromny pałac z dwunastoma pokojami, z których Fryderyk II Wielki zajmował jedynie pięć, odzwierciedlał zmianę w dworskiej sztuce budowlanej jaka nastąpiła w poł. XVIII w. Barokowe rezydencje, powstające na wzór Wersalu od poł. XVII w., służyły głównie celom reprezentacyjnym, podkreślając polityczną i gospodarczą potęgę państwa. Ich rozmiary często przewyższały aktualne potrzeby mieszkaniowe dworu. W obliczu ich ogromnych rozmiarów i wystawności, wielu władców zaczęło zwracać się ku intymności i wygodzie.

### Architektura zewnętrzna
Pałac Sanssouci nie jest, jak w przypadku tradycyjnej dworskiej sztuki ogrodowej, centrum, lecz jedną z części ogrodów. Jednopiętrowa budowla z dwoma skrzydłami bocznymi zajmuje całą długość najwyższego tarasu. Ocienione altanowe przejścia, skrywające skrzydła boczne od strony ogrodu, zamykają wolno stojące pawilony kratowe (niem. Gitterpavillon) bogato zdobione złotymi ornamentami.
Półkolisty, lekko wysunięty korpus środkowy wieńczy kopuła górująca nad relatywnie płaskim dwuspadowym dachem skrzydeł bocznych. Na fasadzie południowej korpusu, od strony ogrodu, umieszczono brązowy napis z nazwą pałacu: Sans. Souci. Dekoracje fasady ogrodowej nawiązują do motywu wina – pomiędzy oknami znajdują się pary bachantów i bachantek, towarzyszy boga winorośli Bachusa, spełniających role Atlantów i Kariatyd podtrzymujących dach. Figury zostały wykonane z piaskowca w warsztacie rzeźbiarza Friedricha Christiana Glumego. W tym samym warsztacie powstały wazy zdobiące balustradę obiegającą dach oraz putta przy oknach kopuły.
Fasada północna pałacu jest dużo skromniejsza. Korpus środkowy zaznaczony jest prostokątnym ryzalitem o płaskim pulpitowym dachu podtrzymywanym przez korynckie pilastry. Od gmachu pałacu rozchodzą się kolumnady budujące półkole wokół skromnego dziedzińca, z przerwą naprzeciwko ryzalitu dla stromego podjazdu. 88 korynckich kolumn rozmieszczonych w podwójnych rzędach tworzy przejście. Podobnie jak po stronie południowej, dach fasady północnej zdobią wazy, które znajdują się również na kolumnadzie.

### Architektura wnętrz

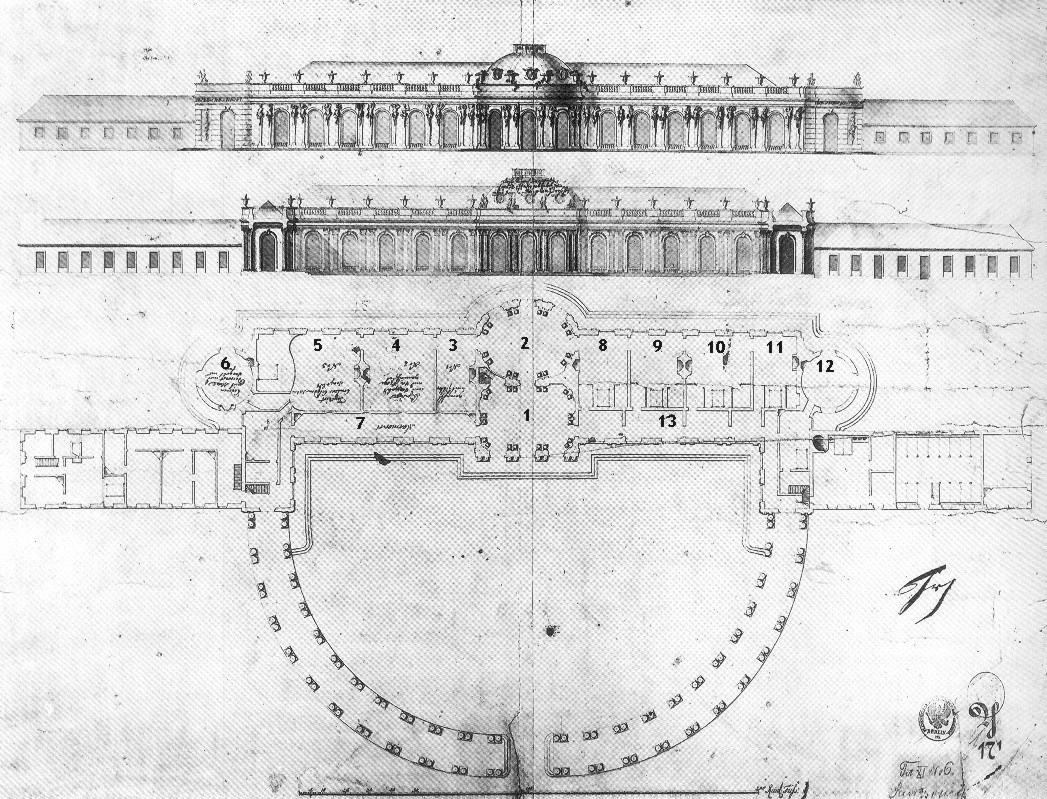
Projekt fasady północnej i południowej, plany wnętrz, Biuro Budowlane Georga Wenzeslausa von Knobelsdorffa, ok. 1744-1745.
Kolejność pokoi:
1 westybul, 2 Sala Marmurowa,
3 Sala Audiencyjna,
4 Sala Koncertowa,
5 sypialnia i pokój pracy,
6 biblioteka,
7 galeria,
8 pokój gościnny,
9 pokój gościnny,
10 pokój gościnny,
11 Pokój Voltaire’a (pokój gościnny),
12 Pokój Rothenburga (pokój gościnny),
13 pokój dla służby

Pałac spełnia założenia maison de plaisance – pokoje znajdują się na parterze, tak by mieszkańcy mieli bezpośredni dostęp do ogrodu. Kolejność pomieszczeń zdradza dbałość o komfort ich użytkowników. Według ówczesnych francuskich założeń architektonicznych komfort dworski zapewniał tzw. apartament podwójny (fr. appartement double) – dwa pokoje przylegające do siebie i połączone drzwiami: duży pokój od strony ogrodu (z reguły od strony południowej) oraz pokój dla służby po stronie północnej budynku. Pokoje były ujmowane w amfiladę, a w części środkowej budynku lokalizowano reprezentacyjną recepcję.
Szkice Fryderyka II Wielkiego generalnie odpowiadały tym regułom, jednak odbiegały od nich w pewnych punktach, by uwzględnić osobiste życzenia monarchy. Król ingerował również w urządzanie wnętrz, zlecając wykonanie rokokowych dzieł sztuki własnego projektu znanym artystom, m.in. Johannowi Augustowi Nahlowi, braciom Johannowi Michaelowi Hoppenhauptowi Starszemu i Johannowi Christianowi Hoppenhauptowi Młodszemu, rodzeństwu Johannowi Friedrichowi i Heinrichowi Wilhelmowi Spindlerowi, a także Johannowi Melchiorowi Kambly. Fryderyk II Wielki nie zważał przy tym na ówcześnie panujące mody, projektując wnętrza swojego pałacu wedle własnego uznania i potrzeb, co zaowocowało własnym stylem, tzw. rokoko fryderycjańskim.

#### Sale pałacowe
Centralny punkt pałacu na osi północ-południe tworzy westybul wraz z wychodzącą na stronę południową Salą Marmurową. Po zachodniej stronie umieszczono pięć pokoi gościnnych, a po wschodniej mieszkanie królewskie z Salą Audiencyjną, Salą Koncertową, sypialnią i pokojem pracy, biblioteką oraz rozciągającą się wzdłuż strony północnej galerią.
Ściany kwadratowego westybulu zdobi dziesięć par korynckich kolumn z białego marmuru z pozłacanymi kapitelami. Nad wejściem umieszczono trzy reliefy nawiązujące tematycznie do mitu Bachusa i tematyki wina. Na suficie znajduje się malowidło szwedzkiego malarza Johanna Harpera ukazujące rzymską boginię kwiatów Florę z geniuszami rozrzucającymi kwiaty z nieba.
Sala Marmurowa jest balową salą pałacu, wzorowaną na rzymskim panteonie – zbudowana na planie owalu z bogato zdobioną kopułą z oculusem. Podobnie jak westybul, sala wyłożona jest szlachetnym marmurem z Carrary oraz ze Śląska. W dwóch niszach stoją rzeźby francuskiego artysty François Gasparda Adama: Wenus Urania, bogini natury i życia oraz Apollo, patrona sztuki i poezji. Apollo trzyma w dłoni otwartą księgę, dzieło epikurejskiego poety Lukrecjusza De rerum natura (pol. O naturze wszechrzeczy lub też O rzeczywistości). Tekst umieszczony na kamiennych kartach stanowi jednocześnie pałacowe motto (Lukrecjusz Księga I, 24-25):

te sociam studeo scribendis versibus esse,
quos ego de rerum natura pangere conor.

które w przekładzie Grzegorza Żurka brzmi:

[Wenus] Bądź mi przyjaciółką proszę, w pisaniu tych wierszy które,
ośmielam się o naturze rzeczy mozolnie wykuwać.

Sąsiadująca Sala Audiencyjna była używana jako jadalnia. Jej wyłożone jedwabnym adamaszkiem ściany zdobią liczne obrazy francuskich malarzy XVIII w., m.in. Jeana-Baptisty Patera, Jeana-François de Troy, Pierre’a-Jacques’a Cazesa, Louisa de Silvestre, Antoine Watteau. Nad drzwiami znajdują się reliefy przedstawiające amorki z kwiatami i książkami dłuta Friedricha Christiana Glumego. Malowidło sufitowe “Zefir koronuje Florę” nadwornego malarza Antoine Pesnego ukazuje boga wiatru z boginią kwiatów.

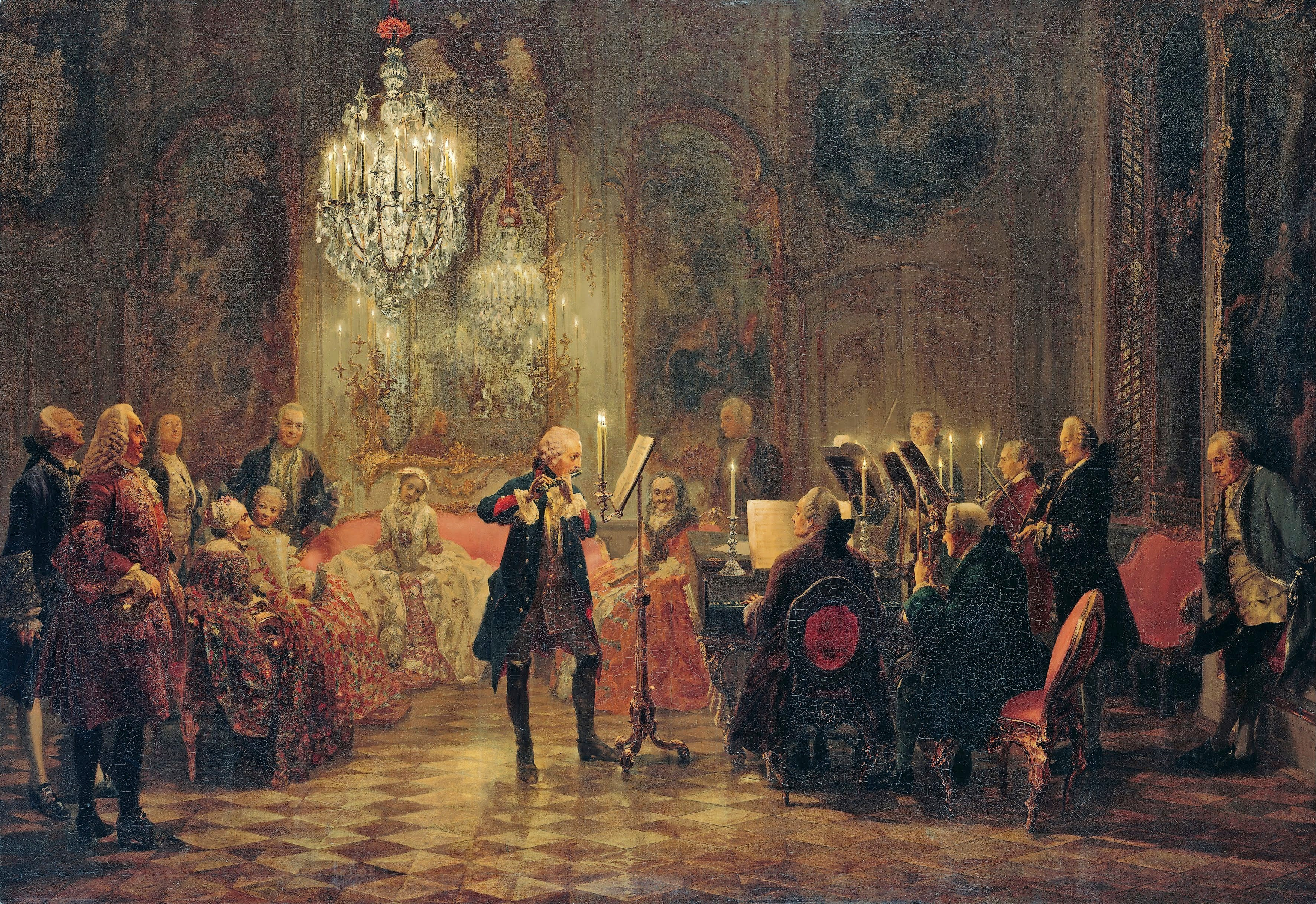
Koncert fletowy w Sanssouci, Adolph von Menzel, 1852

Sufit i ściany Sali Koncertowej zdobią rokokowe ornamenty rocaille, które również opasają obrazy Antoine Pesnego oraz lustra. Drewniane dekoracje to prace Johanna Michaela Hoppenhaupta Starszego. W sali znajduje się fortepian Gottfrieda Silbermanna z 1746 oraz pulpit na nuty Fryderyka II Wielkiego, dzieło Melchiora Kambly’ego z 1767 r. Obraz Adolph von Menzla z 1852 Koncert fletowy w Sanssouci (Stara Galeria Narodowa w Berlinie) oddaje atmosferę podczas jednego z koncertów w tej sali: grającemu na flecie poprzecznym Fryderykowi II Wielkiemu akompaniuje na fortepianie Carl Philipp Emanuel Bach, syn Jana Sebastiana Bacha.
Przerobiony w 1786 przez Wilhelma von Erdmannsdorfa pokój pracy i sypialnia Fryderyka II Wielkiego utrzymany jest w stylu klasycystycznym. Dawne wykładziny ścienne z zielonego jedwabiu z rzeźbionymi, pozłacanymi elementami z drewna, zostały wymienione na skromniejsze, pozbawione drewnianych dekoracji. Pozłacane stiukowe rocaille na suficie zostały zastąpione okrągłym malowidłem, wokół którego umieszczono znaki zodiaku. Dwie wysokie jońskie kolumny dzielą pokój w miejscu, gdzie wcześniej znajdował się bogato zdobiony parapet. W poł. XIX w. sprowadzono do pokoju brakujące meble z okresu fryderycjańskiego, portrety oraz biurko i fotel Fryderyka II Wielkiego.
Położenie biblioteki nie odpowiada wzorcom francuskiej architektury pałacowej. Ten okrągły pokój leży schowany poza amfiladą, na końcu mieszkania monarchy, połączony z pokojem pracy i sypialnią małym przejściem. Takie usytuowanie biblioteki podkreśla jej intymny charakter. Ściany biblioteki wyłożone są drewnem cedrowym, z którego również wykonano regały na książki, wbudowane w nisze. Drzwi wejściowe wkomponowano w regały. Pokój utrzymany jest w kolorystyce brązów, rozjaśnionych gdzieniegdzie złotymi rocaille’ami. Biblioteka mieści ok. 2100 woluminów, głównie greckich i rzymskich poezji oraz dzieł historycznych w tłumaczeniu na język francuski. Zbiór obejmuje również literaturę francuską XVII i XVIII stulecia, a prominentną pozycję zajmują tu prace Voltaire’a. Fryderyk II Wielki nie miał dobrej opinii o literaturze niemieckiej, dlatego brak w bibliotece dzieł w języku niemieckim. Wszystkie książki oprawione są w brązową lub czerwoną skórę cielęcą z licznymi zleceniami. Każda z bibliotek pałacowych Fryderyka obejmowała ten sam wybór książek, które od 1771 były oznaczane kodem literowym: V oznaczało, że pozycja pochodzi ze zbiorów pałacu Sanssouci (V od vigne = winogrono), dzieła oznaczone literą S znajdowały się w Nowym Pałacu w Sanssouci (S od Sanssouci), te z literą P w pałacu w Poczdamie (P od Potsdam), z literą B w pałacu w Berlinie (B od Berlin) a te z BR w pałacu we Wrocławiu (BR od Breslau).
Wzdłuż fasady północnej rozciąga się mała, podłużna galeria, zaprojektowana wbrew francuskim regułom architektury pałacowej, które przewidywały w tym miejscu pokoje dla służby. Wewnętrzną ścianę galerii zdobią nisze z marmurowymi rzeźbami przedstawiającymi greckie i rzymskie bóstwa. Między niszami wiszą obrazy Nicolasa Lancreta, Jeana-Baptisty Patera i Antoine Watteau. Ścianę zewnętrzną rozcina pięć okien, pomiędzy którymi rozmieszczono lustra.

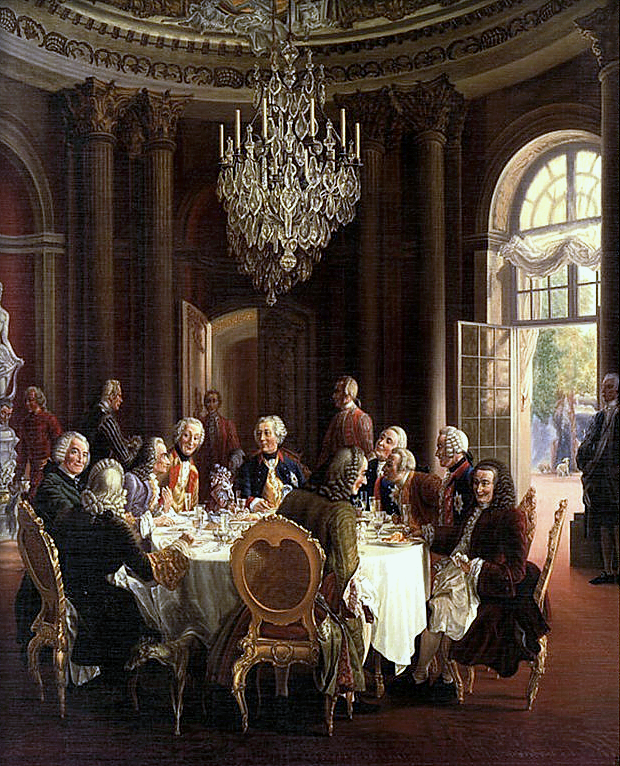
Spotkanie przy okrągłym stole w Sanssouci, Adolph von Menzel, 1850

Pokoje gościnne znajdują się na zachód od Sali Marmurowej. Nie zachowały się dokładne przekazy kto gościł w Sanssouci na przestrzeni wieków. Nazwy dwóch sypialni zdradzają gości w nich mieszkających: Pokój Rothenburga, w którym mieszkał aż do śmierci w 1751 zaufany króla, graf von Rothenburg; oraz Pokój Voltaire’a, w którym miał przebywać filozof w okresie swojego pobytu w Poczdamie w latach 1750–1753 Voltaire został uwieczniony na obrazie pędzla Adolpha von Menzla z 1850 Spotkanie przy okrągłym stole w Sanssouci (niem. Die Tafelrunde in Sanssouci). W spotkaniach przy okrągłym stole brali udział dyplomaci, oficerowie, pisarza i filozofowie, do tych ostatnich zaliczał siebie również Fryderyk II Wielki, który nazywał siebie filozofem z Sanssouci.
Pokój Rothenburga, podobnie jak biblioteka, znajduje się poza amfiladą. Pozostałe pokoje gościnne odpowiadają regule appartament double. W każdym pokoju znajduje się zaokrąglona alkowa, a przy sypialni mała garderoba. Na szczególną uwagę zasługuje Pokój Voltaire’a, czwarty z pokoi gościnnych, nazywany również Pokojem Kwiatowym z racji kolorowych, bogato rzeźbionych dekoracji na polakierowanej na żółto drewnianej boazerii. Ornamenty przedstawiają małpy, papugi, bociany, owoce, kwiaty, girlandy, nadając pomieszczeniu iście przyrodniczy charakter. Pokój został ozdobiony przez Johanna Christiana Hoppenhaupta Młodszego w 1752–1753 na podstawie szkiców monarchy.

#### Skrzydła boczne
Za czasów Fryderyka we wschodnim skrzydle mieściły się pokoje dla sekretarzy, ogrodników i służby, natomiast w skrzydle zachodnim kuchnia, stajnie i wozownia.
W latach 1840–1842 Fryderyk Wilhelm IV zlecił przedłużenie i podwyższenie o jedno piętro budynków bocznych, by sprostać potrzebom stale rozrastającego się dworu. Po rozbudowie zmieniło się rozmieszczenie pomieszczeń. Kuchnię przeniesiono do skrzydła wschodniego, nad piwnicę z winem, gdzie urządzono m.in. piekarnię, spiżarnię oraz pokój do parzenia kawy, wyposażony w nowoczesną maszynę, żeliwny piec z wieloma przegródkami. Mieszkanie dla służby urządzono na piętrze.
Po przebudowie, skrzydło zachodnie zaczęto nazywać skrzydłem dam, jako że zamieszkały w nim damy dworu. Apartamenty zaprojektowano według reguły appartement double. Na parterze znajdowały się trzy apartamenty dla dam dworu, mała kuchnia oraz izba dla ordynansów, na piętrze dwa mieszkania dla kawalerów i jedno dla damy. W przeciwieństwie do mieszkań na parterze, których ściany zostały wyłożone boazerią, pokoje na piętrze zostały wytapetowane. W pokojach stanęły stare meble w stylu rokoko oraz nowe neorokokowe.

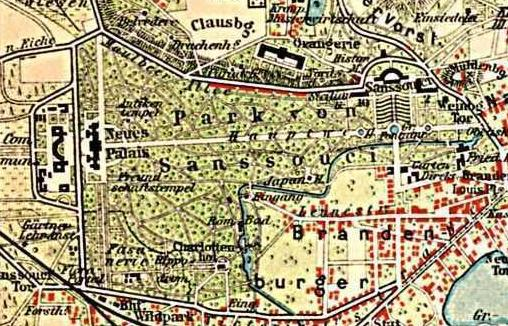
Plan parku Sanssouci, ok. 1900

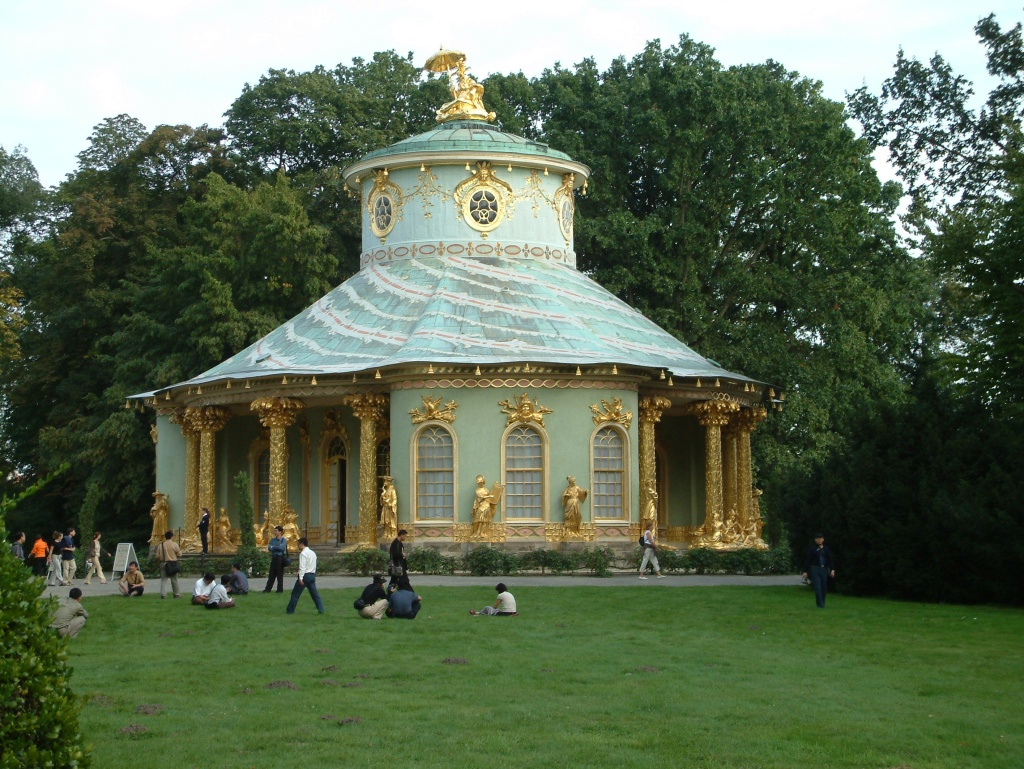
Pawilon chiński

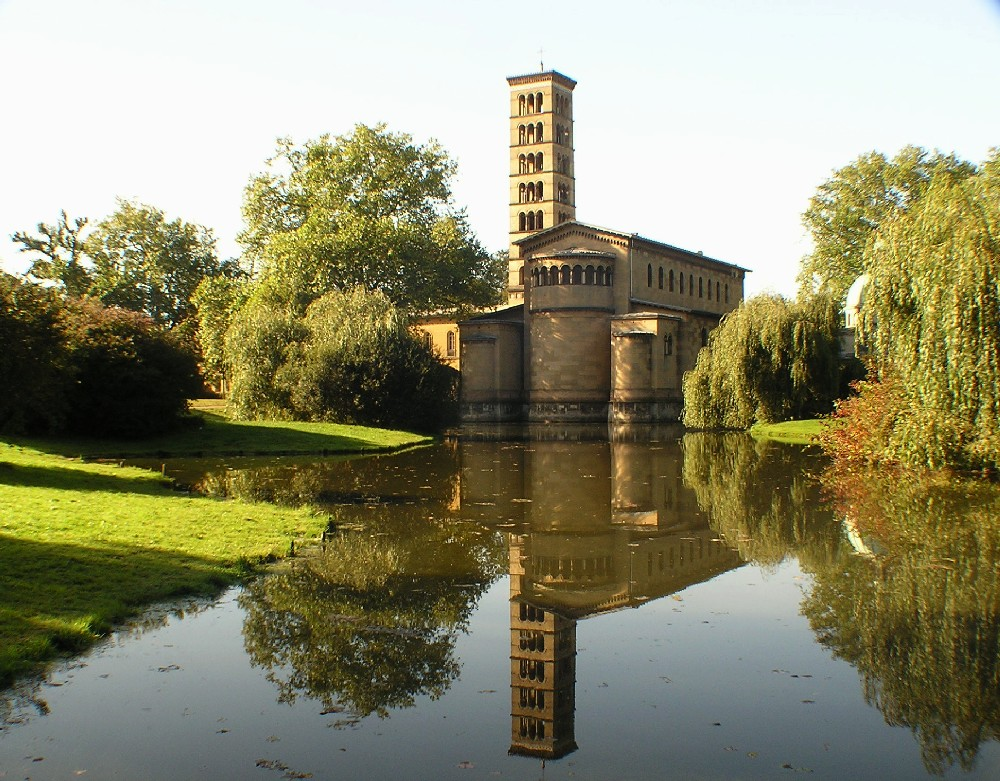
Kościół Pokoju w Poczdamie

## Park Sanssouci
Park wokół pałacu zajmuje powierzchnię 700 akrów (287 ha) i składa się z kilku różnorodnych ogrodów. W bezpośrednim sąsiedztwie pałacu znajduje się barokowy ogród dekoracyjny z wielką fontanną (niem. Grosse Fontäne) otoczoną marmurowymi rzeźbami rzymskich bogów. Niedaleko fontanny urządzono ogród kuchenny. W latach późniejszej rozbudowy kompleksu Sanssouci wznoszono nowe pałace oraz inne obiekty (pawilony, kościoły, belwedery itd.), pomiędzy którymi powstawały nowe ogrody, zarówno dekoracyjne, jak i użytkowe (sady i warzywniki). Za panowania Fryderyka Wilhelma IV Peter Joseph Lenné stworzył ogrody w stylu angielskim.
Na terenie parku znajdują się, wybudowane przez Fryderyka II Wielkiego:
- Grota Neptuna (1751)
- Pałac Neue Kammern (1771–1775)
- Galeria Malarstwa (niem. Bildergalerie) (1755–1764)
- Pawilon chiński (niem. Chinesisches Teehaus) (1755–1764)
- Antikentempel (1768–1769), gdzie pochowane są obie żony cesarza Wilhelma II, jego dwaj synowie i najstarszy wnuk
- Świątynia Przyjaźni (1768–1770)
- Nowy Pałac (1763–1769)
- Obelisk
- Belweder na wzgórzu Klausberg (1770–1772)

oraz wzniesione za panowania Fryderyka Wilhelma IV:
- Pałac Charlottenhof (1826–1829)
- Łaźnie rzymskie (niem. Römische Bäder) (1829–1840)
- Kościół Pokoju (niem. Friedenskirche) (1845–1848), gdzie spoczywają: Fryderyk Wilhelm IV z żoną Elżbietą, Fryderyk III z żoną Wiktorią oraz król Fryderyk Wilhelm I
- Nowa Oranżeria (1851–1864)